# Василенко Петро Власійович
Петро Власійович Василенко (1921, Війтовці — 21 травня 1946) — український поет, публіцист, редактор підпільних видань. Псевдоніми — П. Василенко-Волош, Петро Гетьманець, Петро Полтавець. Справжнє прізвище — Василенко.

## Біографія
Народився П. Василенко 1921 р. в с. Війтівці Яготинського району на Полтавщині (тепер Київська обл.). Із дитинства формувався свідомим українцем, його батько Влас Василенко — колишній моряк Чорноморського флоту — був учасником визвольних змагань часів української революції 1920-х рр. Відтак, 1936 р., він був звинувачений «во вредительстве», арештований органами НКВД і засланий на 10 років до Сибіру. Мати залишилася з дрібними дітьми, найстаршому Петрові судилося стати першим помічником матері в тяжкі роки злиднів та голоду, адже в сім'ї було ще троє молодших. Незважаючи на збиткування над родиною «врага народа», десятирічку майбутній поет закінчив відмінником, та медалі, зрозуміла річ, не одержав. Через цю причину продовжувати навчання не міг. Багато читав, замолоду писав вірші, навіть друкувався в районній газеті.
У часи німецької окупації став підпільником, згодом відійшов на Захід. Там, на Закерзонні, став вояком УПА, політвиховником сотні (далі — куреня) «Месники» й редактором публіцистичного журналу «Лісовик»; редагував інші підпільні видання ОУН і УПА (співредактор збірника документів «Під бойовими прапорами УПА. У боротьбі за волю (репортажі, спогади, звіти, документи з боротьби УПА в 1943—1946 рр.». Писав вірші, що склали підпільну книжечку «Мої повстанські марші» (1945). Крім журналу «Лісовик», друкувався у виданнях Крайового осередку пропаганди, писав оповідання, гуморески. Не дійшла до нас його «Ода вождю», присвячена Євгенові Коновальцю.
Загинув П. Василенко смертю героя 21 травня 1946 р. в бою, оточений польсько-більшовицькими нападниками. За деякими спогадами, на грудях у загиблого була захована друга його поетична збірка «У боротьбі за волю».

## Творчість
Автор збірки віршів «Мої повстанські марші», один із упорядників збірки «Під бойовими прапорами УПА у боротьбі за волю».
Даючи загальну характеристику поетичному доробкові Петра Василенка, слід зауважити, що його вірші належить до поезії, яка ввійшла в історію нашої літератури під назвою «упівська». Ця поезія, створена в період Другої світової війни, несе на собі відбиток тих часів: за окремими твердженнями, вона небагата жанрами і мотивами — у ній превалювали політична тематика, неприховані гасла, та й самі поети були ніби й непрофесійними, тож їхні твори виглядали не надто вправними.
Після виходу в світ 1996 р. книжки П. Василенка «Мої повстанські марші» М. Петренко, один із її упорядників, не припиняв пошуків, щоб зібрати всю доступну інформацію про упівського поета. Зустрічався з тими, хто знав автора «Повстанських маршів», був з ним в одному бункері, йшов у бій. М. Петренко листувався, з окремими соратниками П. Василенка, здійснив поїздку на Полтавщину, де зустрівся з його рідними — сестрою Олімпіадою та її сином Василем Тимофійовичем. Таким чином велика пошукова праця, результати розмов з багатьма людьми доповнили життєпис поета, відомості про його дитинство, підпільну діяльність у мережі ОУН, боротьбу в лавах УПА, виховну і пропагандистську роботу курінного політвиховника, обставини його загибелі. Тому друга частина книжки «Мої повстанські марші» завершується розвідкою самого Миколи Петренка «Батько повстанського поета», де упорядник пише про відвідини рідного краю поета-упівця, про зустрічі з його сестрою та племінником. Там, у Супоївці (так тепер називається перейменоване село Війтівці), «достоює свого віку» хата, де народився і виріс Петро, а в Ничипорівці «доживає свої літа» поетова сестра. Від неї довідався, що її батько, виявляється, не загинув, а після «культівської відлиги» повернувся на рідні пороги, щоб тут помирати і бути похованим біля вірної дружини. На сільському цвинтарі вони дійсно спочивають поряд. А могила сина далеко-далеко на Заході…
У кінці книжки вміщено поетичні посвяти авторові «Моїх поетичних маршів» — вірші сучасних українських поетів. А ще пісенний акорд — пісні на слова Петра Василенка композитора Володимира Парфенюка, а також «Пісня-марш „Месників“» ‘Петра Гетьманця’ у музичній обробці Ірини Вовк.
Окремі видання:
- Василенко П. Мої повстанські марші / Ред.-упоряд. М. Дубас, М. Петренко. — Львів: б. в., 1996.- 55 с.